# Jonas de Geus
Jonas de Geus (* 29. April 1998 in Amsterdam) ist ein niederländischer Hockeyspieler. Der Olympiasieger von 2024 war bis 2023 mit der niederländischen Nationalmannschaft je einmal Weltmeisterschaftszweiter und Weltmeisterschaftsdritter. Bei Europameisterschaften gewann er bis 2023 dreimal Gold und einmal Bronze.

## Sportliche Karriere
2017 debütierte er in der Nationalmannschaft. In 147 Länderspielen erzielte der Mittelfeldspieler 10 Tore (Stand 8. August 2024).
Bei der Europameisterschaft 2017 in Amsterdam war de Geus in allen fünf Spielen dabei. Die Niederländer gewannen im Halbfinale mit 3:1 gegen das englische Team. Im Endspiel besiegten sie die Belgier mit 4:2. Ende 2018 bei der Weltmeisterschaft in Bhubaneswar spielte de Geus in allen sieben Matches mit. Die Niederländer hatten in ihrer Vorrundengruppe nur den zweiten Platz hinter den Deutschen belegt, siegten dann aber zunächst gegen die Kanadier. Im Viertelfinale bezwangen die Niederländer dann die indische Mannschaft, die Gastgeber. Im Halbfinale gegen die australische Mannschaft kamen die Niederländer erst nach Penaltyschießen weiter. Im Endspiel unterlagen sie den Belgiern im Penaltyschießen. Jonas de Geus war gegen Belgien im Unterschied zum Halbfinale einer der Penaltyschützen und verwandelte seinen Versuch. Im Jahr darauf bei der Europameisterschaft 2019 in Antwerpen unterlagen die Niederländer im Halbfinale der spanischen Mannschaft mit 3:4. Das Spiel um den dritten Platz gewannen sie 4:0 gegen die deutsche Mannschaft.
Zwei Jahre später bei der Europameisterschaft in Amstelveen gewannen die Niederländer ihre Vorrundengruppe vor den Deutschen, wobei das direkte Duell 2:2 endete. Im Finale trafen die beiden Mannschaften wieder aufeinander und noch einmal endete das Spiel mit 2:2, die Niederländer gewannen den Titel im Shootout. Bei den Olympischen Spielen in Tokio schied die niederländische Mannschaft im Viertelfinale nach Penaltyschießen gegen die Australier aus. Jonas de Geus war im Viertelfinale der dritte Penaltyschütze und traf so wenig wie seine beiden Vorgänger. Anderthalb Jahre später belegten die Niederländer bei der Weltmeisterschaft 2023 in Bhubaneswar den dritten Platz hinter den Deutschen und den Belgiern. Im August 2023 bei der Europameisterschaft in Mönchengladbach gewannen die Niederländer im Halbfinale mit 3:2 gegen Belgien und im Finale 2:1 gegen England. Im Halbfinale gegen Belgien gelang Jonas de Geus eines seiner seltenen Länderspieltore. Im August 2024 bei den Olympischen Spielen in Paris besiegten die Niederländer im Viertelfinale die Australier mit 2:0. Nach einem 4:0-Sieg im Halbfinale gegen die Spanier gewannen die Niederländer im Endspiel gegen die Deutschen im Shootout, nachdem es am Ende der regulären Spielzeit 1:1 gestanden hatte. Jonas de Geus war in allen acht Spielen dabei und erzielte in der Vorrunde zwei Tore.
Auf Vereinsebene begann Jonas de Geus beim Almeerse Hockey Club, 2019 wechselte er zum SV Kampong.